# Sankt Ulrich bei Steyr
Sankt Ulrich bei Steyr osztrák község Felső-Ausztria Steyrvidéki járásában. 2019 januárjában 3022 lakosa volt. 

## Elhelyezkedése

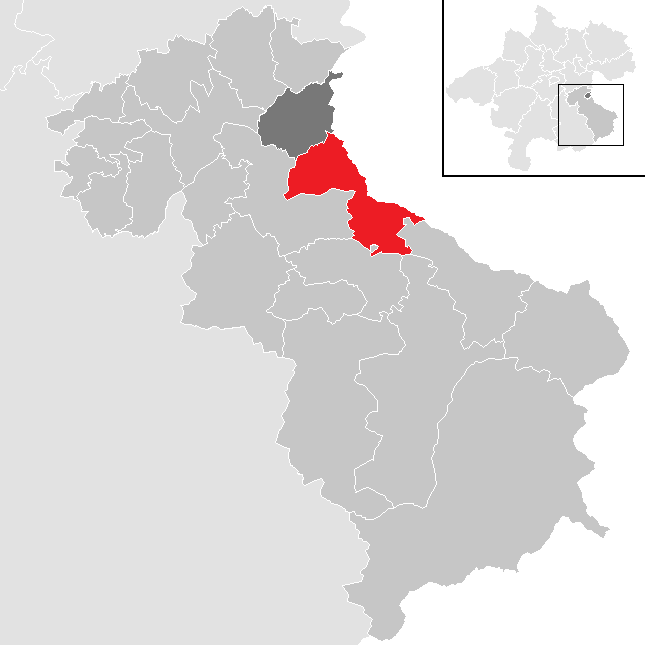
Sankt Ulrich bei Steyr a Steyrkörnyéki járásban

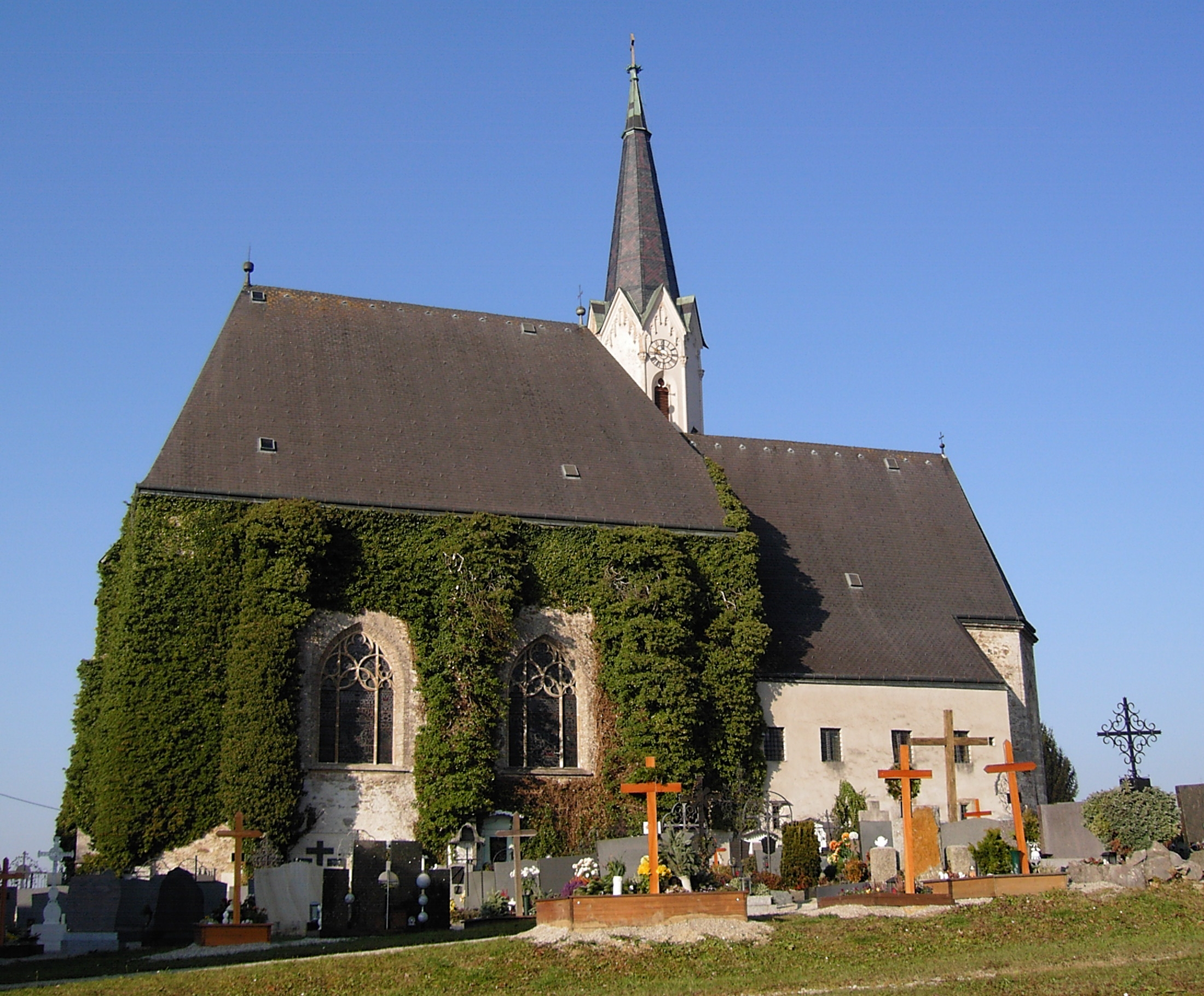
A Szt. Ulrik-plébániatemplom

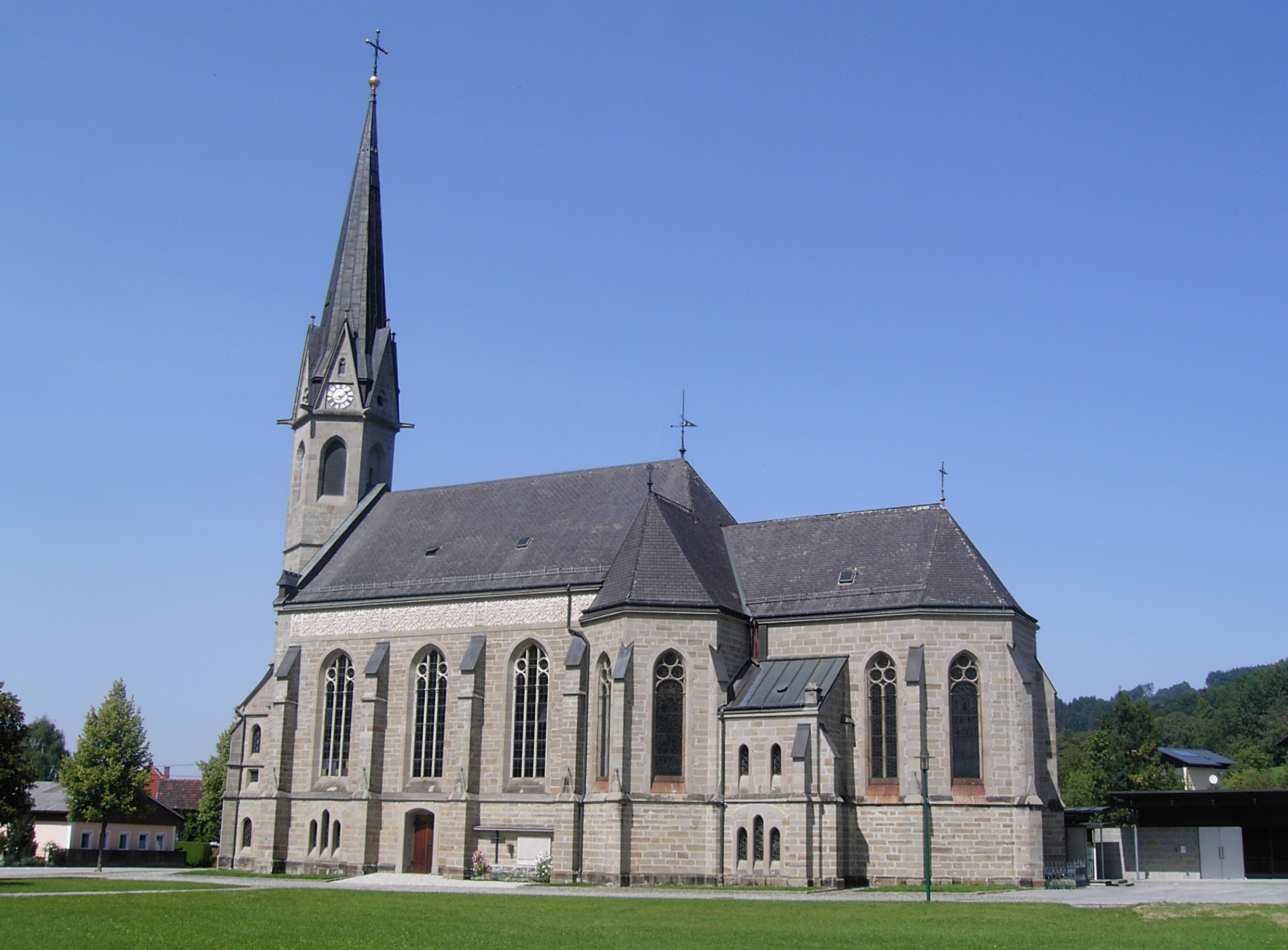
A Szeplőtelen fogantatás-templom

Sankt Ulrich bei Steyr a tartomány Traunviertel régiójában fekszik, az Ennstali Elő-Alpok északi peremén. Nyugati határát az Enns, a keletit a Ramingbach folyó alkotja (utóbbi egyben az alsó-ausztriai határ is). Területének 50,5%-a erdő, 40,3% áll mezőgazdasági művelés alatt. Legmagasabb pontja az 1000 méteres Spadenberg. Az önkormányzat 6 településrészt és falut egyesít: Sankt Ulrich bei Steyr (1418 lakos 2019-ben), Gmain (30), Unterwald (765), Kleinraming (568), Kohlergraben (111) és Ebersegg (130). 
A környező önkormányzatok: délkeletre Maria Neustift, délre Großraming és Laussa, nyugatra Garsten, északnyugatra Steyr, északkeletre Behamberg, keletre Sankt Peter in der Au (utóbbi kettő Alsó-Ausztriában).  

## Története
St. Ulrich területe eredetileg a Bajor Hercegség keleti határvidékéhez tartozott; a 12. században került Ausztriához. 1490-ben az Ennsen túli Ausztria hercegségéhez sorolták. A napóleoni háborúk idején több alkalommal megszállták. 
Az 1848-as forradalom után közigazgatási reformot hajtottak végre; ekkor alapították meg a települési önkormányzatokat. Jägerberg, Unterwald és Kleinraming külön községként jött létre, de 1857-ben St. Ulrich néven egyesítették őket. A bei Steyr jelzőt 1912 körül kapta. 
A köztársaság 1918-as megalakuláskor a község Felső-Ausztria tartomány részévé vált. 1935-ben Jägerberg, Neuschönau és Ramingsteg falvakat Steyrhez csatolták. Három évvel később az Anschluss után Steyr a teljes községet bekebelezte, de 1942-ben újra önállóvá vált. A második világháború után, Ausztria függetlenné válásával megszűnt a birodalmi Oberdonaui gau és St. Ulrich ismét Felső-Ausztria része lett. 

## Lakosság
A Sankt Ulrich bei Steyr-i önkormányzat területén 2019 januárjában 3022 fő élt. A lakosságszám 1939 óta gyarapodó tendenciát mutat. 2017-ben a helybeliek 97,1%-a volt osztrák állampolgár; a külföldiek közül 1,3% a régi (2004 előtti), 0,5% az új EU-tagállamokból érkezett. 2001-ben a lakosok 88,2%-a római katolikusnak, 2,7% evangélikusnak, 6,9% pedig felekezeten kívülinek vallotta magát. Ugyanekkor 2 magyar élt a községben. 
A népesség változása:

| 2016 | 3 010 |
| 2018 | 2 969 |

## Látnivalók
- a Szt. Ulrik-plébániatemplom
- a kleiramingi neogótikus Szeplőtelen fogantatás-templom

## Testvértelepülések
- Postbauer-Heng (Németország)

## Fordítás
- Ez a szócikk részben vagy egészben  a   Sankt Ulrich bei Steyr című német Wikipédia-szócikk ezen változatának fordításán alapul.  Az eredeti cikk szerkesztőit annak laptörténete sorolja fel. Ez a jelzés csupán a megfogalmazás eredetét és a szerzői jogokat jelzi, nem szolgál a cikkben szereplő információk forrásmegjelöléseként.